# IHRA Drag Racing: Sportsman Edition
IHRA Drag Racing: Sportsman Edition es un videojuego de carreras de 2006 desarrollado y publicado por Bethesda Softworks para Microsoft Windows, PlayStation 2 y Xbox.

## Jugabilidad
El juego consiste en elegir y personalizar un coche en el taller para hacerlo competir contra un oponente controlado por la IA o por un segundo jugador (a pantalla dividida) en una carrera de aceleración en la que el objetivo es alcanzar la mayor velocidad posible en un corto tramo. Al ganar se obtiene dinero que se puede usar para comprar mejores coches y piezas. El videojuego contiene pistas y corredores oficiales de la IHRA.

## Desarrollo
El juego se anunció en mayo de 2005 con una fecha de lanzamiento del tercer trimestre de 2005.

## Recepción
TeamXbox le dio a la versión de Xbox del juego una calificación de 3 de 10 que dice: "A menos que seas ese fanático extraordinariamente acérrimo de las carreras de resistencia que anda por ahí, lo más probable es que este juego no encienda tu fuego exactamente. Pasa esto para cualquiera de las otras maravillosas experiencias de carreras que Xbox ya tiene en su biblioteca".